# Vanessa virginiensis
Vanessa virginiensis is een vlinder uit de familie Nymphalidae, de vossen, parelmoervlinders en weerschijnvlinders. 
De soort lijkt sterk op de distelvlinder (Vanessa cardui), maar onderscheidt zich duidelijk door de twee grote ogen op de onderzijde van de achtervleugel. De spanwijdte bedraagt ongeveer 45 tot 67 millimeter.
De vlinder komt algemeen voor in Noord-Amerika en Midden-Amerika en wordt daar "American Painted Lady" genoemd. Daarnaast wordt de Vanessa virginiensis in het zuiden van het Iberisch Schiereiland en op Tenerife aangetroffen.
De waardplanten van de rupsen zijn soorten uit onder meer uit de plantenfamilies Asteraceae, Malvaceae, Fabaceae en Urticaceae.

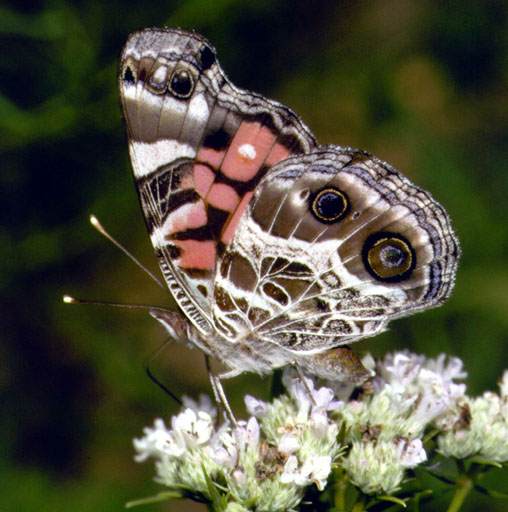